# Magnac-Bourg
Magnac-Bourg – miejscowość i gmina we Francji, w regionie Nowa Akwitania, w departamencie Haute-Vienne.
Według danych na rok 1990 gminę zamieszkiwało 857 osób, a gęstość zaludnienia wynosiła 57 osób/km² (wśród 747 gmin Limousin Magnac-Bourg plasuje się na 151. miejscu pod względem liczby ludności, natomiast pod względem powierzchni na miejscu 444.).